# Milan Gurović
Milan Gurović (Novi Sad, Yugoslavia, 17 de junio de 1976) es un jugador de baloncesto de serbio. Disfruta a su vez de la nacionalidad griega, país en el que se le conoce bajo el nombre de Milan Malatras.

## Biografía
Se formó como jugador en las filas del KK NAP Novi Sad de su ciudad natal. A los 18 años emigró a la vecina Grecia huyendo de la Guerra de los Balcanes, donde para poder jugar sin ocupar plaza de extranjero obtuvo la nacionalidad griega.
Su primer equipo en Grecia fue el Peristeri BC, equipo en el que permaneció desde 1994 hasta 1998. Los 17,2 puntos por partido que promedió en su última temporada propiciaron que varios de los equipos más importantes de Europa se interesaran en él para hacerse con sus servicios.
Finalmente fue el FC Barcelona el que logró convencer al jugador, y tras pagar 500 millones de pesetas al Peristeri por el traspaso, en el que se convertía automáticamente en el fichaje más caro de la historia del baloncesto en España, fichó al serbo-griego para cubrir el hueco que dejaba en la plantilla el argentino Marcelo Nicola.
En Barcelona el rendimiento del jugador no fue tan bueno como se esperaba, con 11 puntos por partido en 24 minutos su primera temporada y 9 en 22 minutos en la segunda, por lo que desde el club catalán se le buscó una salida antes incluso de que se hubiera cumplido la mitad de su contrato. Con el Barça Gurovic logró hacerse con una liga ACB y una Copa Korac.

### Vuelta a Grecia y media temporada en Italia
En el verano del año 2000 regresa a Grecia, donde ficha por el AEK Atenas, donde sin embargo tan sólo juega durante 5 partidos de liga y 4 de Euroliga. En diciembre de ese mismo año es traspasado al Pallacanestro Trieste de Italia donde juega hasta final de la temporada 2000/01
En el septiembre de 2001 se proclama campeón de Europa con la selección de Serbia en el Eurobasket de Turquía en un combinado en el que jugaron baloncestistas de la talla de Dejan Bodiroga o Predrag Stojaković entre otros.

### Segunda etapa en España
Tras este éxito, Gurovic ficha antes del inicio de la temporada 2001-02 por el Unicaja Málaga, que por aquellos entonces era entrenado por su compatriota Bozidar Maljkovic, aspecto que según el propio jugador fue una de las claves para finalmente decidirse por el conjunto andaluz.
En su primera temporada en Málaga, el greco-serbio desarrolló un juego espectacular contribuyendo enormemente a que su equipo llegara hasta la final de la liga ACB que a la postre perderían ante el TAU Cerámica. Gurovic además fue designado como MVP del All-Star de la liga española, que se celebró en Valladolid.
En el verano de 2002 se proclamó con su selección campeón del Mundo en el torneo celebrado en Indianápolis y que supuso el fin de la supremacía de los conjuntos formados por profesionales NBA de Estados Unidos que por primera vez caían derrotados en un torneo internacional.
Tras este éxito, muchos equipos del Viejo Continente estuvieron interesados en ficharle e incluso se especuló con la opción de que el jugador se acabase marchando a la NBA, aunque finalmente la opción de renovar una temporada más con el Unicaja de Maljkovic fue la elegida por el balcánico. En su segundo año con el equipo andaluz las prestaciones de Gurovic no fueron tan espectaculares como en la temporada anterior cerrando la competición con una media de 10,3 puntos por partido.

### Regreso a Serbia
Antes de comenzar la temporada 2002-03, el jugador firmó por una temporada con el TAU Cerámica de la ciudad vasca de Vitoria, que por aquellos entonces estaba dirigido por el también serbio Duško Ivanović. Sin embargo Gurovic no se presentó en la fecha acordada a iniciar los entrenamientos con el conjunto vasco. Los rumores comenzaron a sucederse en el sentido de que el jugador había alcanzado un acuerdo con el conjunto de Voivodina que finalmente acabaron confirmándose. El TAU acudió a la FIBA para defender sus derechos y este organismo decretó que para poder salir del conjunto vitoriano, Gurovic debía pagar una indemnización de 120.000 euros al TAU.
Tras la compra de su libertad, Gurovic hizo una gran temporada en las filas del Vojvodina, en el que promedió más de 20 puntos por partido en la YUBA yugoslava.
Sus buenos números le llevaron a comprometerse con el Unics de Kazán, en Rusia, que le ofreció un altísimo contrato en términos económicos. Sin embargo, al igual que había ocurrido un año antes con el TAU Cerámica, poco antes de comenzar la competición abandonó a su equipo alegando razones familiares. Regresó entonces a Serbia, su país natal]], donde fichó por el Partizan de Belgrado.
Tras 12 partidos con el conjunto serbio, Gurovic tuvo una grave lesión que le obligó a operarse y que suponía en principio su adiós definitivo a lo que restaba de temporada.

### Vuelta a Barcelona
Sin embargo la recuperación fue mejor de lo previsto y el alero acabó aceptando una oferta del DKV Joventut de Badalona (Barcelona) para jugar en el equipo verdinegro en el tramo final de la temporada 2004/05 a las órdenes de Aíto García Reneses, que ya le había tenido a sus órdenes en su etapa en el FC Barcelona.
El jugador serbio llegó a Barcelona bajo de forma, pero su rendimiento fue de más a menos y en los 17 partidos que disputó acabó promediando más de 8 puntos por partido.

### Estrella Roja de Belgrado
Después de un verano plagado de rumores, finalmente decide regresar de nuevo a Belgrado para fichar por el Estrella Roja, máximo rival deportivo de su anterior club, el Partizan.
Este fichaje causó una enorme conmoción entre los aficionados del Partizan, que entendían la marcha al Estrella Roja como una traición. La tensión llegó a su máximo grado en octubre de 2006 durante la disputa del derbi entre los dos equipos de Belgrado, en el que el jugador respondió a los insultos que le infería la afición del Partizan desde la grada, lanzando una botella de plástico al público que produjo heridas leves a un hincha. 
No obstante durante sus dos años en el Estrella Roja, Gurovic firmó unos números excelentes rondando los 30 puntos por encuentro en la competición nacional y finalizando tanto la temporada 2005-06 como la 2006-07 como máximo anotador de la Eurocup de la ULEB.

### Retirada
En septiembre de 2009 anuncia su retirada. En su última temporada como profesional jugó en el Galatasaray Cafe Crown de Estambul, con el que ha participado en la TBL turca ( 9.5 puntos por partido) y en el EuroChallenge de la Uleb (13,5 puntos por partido).